# Marvin Bakalorz
Marvin Bakalorz (Offenbach am Main, 13 settembre 1989) è un calciatore tedesco, centrocampista svincolato.